# Isotta Nogarola
Isotta Nogarola (Verona, 1418 – Verona, 1466) è stata un'umanista italiana.

## Biografia
Nacque nella famiglia nobile veronese dei Nogarola (domini de Nogarolis), la cui fortuna era declinata con la caduta degli Scaligeri, alla quale appartennero anche altre donne scrittrici (Antonia Nogarola agli inizi del Trecento e Angela Nogarola nei primi decenni del Quattrocento). Rimasta orfana di padre la sua educazione, insieme a quella della sorella Ginevra, fu affidata dalla madre Bianca Borromeo a illustri maestri privati. Imparò il latino e fu in contatto epistolare con uomini di lettere e politici, tra cui Guarino Veronese, Damiano del Borgo, Ermolao Barbaro il Vecchio e Lodovico Foscarini.
Dopo il matrimonio della sorella Ginevra con Brunoro Gambara e il suo trasferimento a Brescia, Isotta si trasferì per due anni a Venezia (1439-1441). Ritornata a Verona, visse secondo un modello ideale conforme al suo credo cattolico, continuando ad approfondire testi di filosofi e teologi.

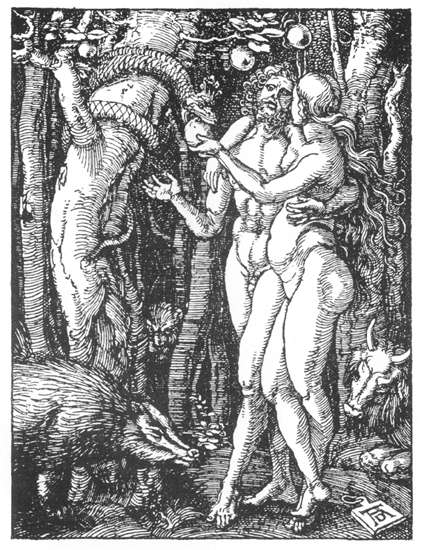
Albrecht Dürer: Adamo ed Eva

Con il podestà di Verona, Lodovico Foscarini, affrontò il tema della maggiore o minore responsabilità di Adamo ed Eva nel peccato originale, argomento che fu oggetto di uno scambio epistolare, poi pubblicato in forma di dialogo con il titolo De pari aut impari Evae atque Adae peccato. Isotta Nogarola rappresenta Eva come creatura debole e ignorante, a giustificazione del suo comportamento davanti alle lusinghe del serpente, mentre Lodovico Foscarini sostiene la maggiore colpevolezza della donna. Nel dialogo argomentazioni e confutazioni sono sostenute dal ricorso ad Aristotele, alla Bibbia, al De genesi ad litteram di sant'Agostino, ai Moralia in Job di san Gregorio Magno, alle Sententiae di Pietro Lombardo e alle opere di san Tommaso d'Aquino. Un rimaneggiamento dell'opera venne pubblicato nel 1563 ad opera di Francesco Nogarola, il quale sostituì nel testo il nome di Leonardo Nogarola a quello di Lodovico Foscarini e introdusse un terzo interlocutore: il testo, così rimaneggiato, fu poi ripubblicato più volte.